# Marc Morris
Ne doit pas être confondu avec Mark Morris.
Marc Morris, né en 1973, est un historien britannique, spécialiste de l'Angleterre médiévale. 
En 2003, il présente Castle, une série documentaire consacrée aux châteaux-forts britanniques diffusée sur Channel 4 au Royaume-Uni. La même année, il publie son premier livre, basé sur les travaux de la série. Son livre de 2005 sur les comtes de la famille Bigod, comtes de Norfolk, est salué par l'historien Donald J. Kagay pour sa « recherche impeccable et son sens fluide de la narration ». 
Il a fait ses études au King's College de Londres et à l'université d'Oxford.

## Publications
- Castle: A History of the Buildings that Shaped Medieval Britain (2003)
- The Bigod Earls of Norfolk in the Thirteenth Century (2005)[3]
- A Great and Terrible King: Edward I and the Forging of Britain (2008)
- The Norman Conquest: The Battle of Hastings and the Fall of Anglo-Saxon England (2012)
- Kings and Castles (2012)
- King John: Treachery, Tyranny and the Road to Magna Carta (2015)
- William I: England's Conqueror (2016)
- The Anglo-Saxons: A History of the Beginnings of England (2021)